# مالين أندرسون
مالين أندرسون (بالسويدية: Malin Andersson)‏ (4 مايو 1973 في السويد - ) هي لاعبة كرة قدم سويدية في مركز الوسط، شاركت في الألعاب الأولمبية الصيفية 1996 والألعاب الأولمبية الصيفية 2004 والألعاب الأولمبية الصيفية 2000. وشاركت مع منتخب السويد لكرة القدم للسيدات. أما مع النوادي، فقد لعبت مع Kristianstads DFF ‏ ونادي روسينجورد للسيدات وÄlvsjö AIK ‏.

## وصلات خارجية
- مالين أندرسون على موقع الاتحاد الدولي (مؤرشف)  (الإنجليزية)
- مالين أندرسون على موقع الاتحاد الأوربي (الإنجليزية)
- مالين أندرسون على موقع قاعدة بيانات كرة القدم.إي يو (الإنجليزية)
- مالين أندرسون على موقع عالم كرة القدم.نت (الإنجليزية)
- مالين أندرسون على موقع اللجنة الأولمبية الدولية (الإنجليزية)
- مالين أندرسون على موقع أوليمبيديا (الإنجليزية)
- مالين أندرسون على موقع اللجنة الأولمبية السويدية (السويدية)